# Lupo italiano
För andra betydelser, se Varghund.
Lupo italiano, är en hundhybrid från Italien, vilken erhölls vid en spontanparning 1966 mellan en varg och en schäfer i norra Lazio. Lupo Italiano används främst som en brukshund, och den italienska staten har tagit på sig ansvaret för dessa, och tillskapat en anläggning i Piemonte för att säkerställa aveln. Lupo Italiano har visat sig ha goda egenskaper som räddningshundar för att söka efter överlevande som har begravts under snö, eller under byggnader, i samband med, exempelvis, jordbävningar.